# 黑琴鸡

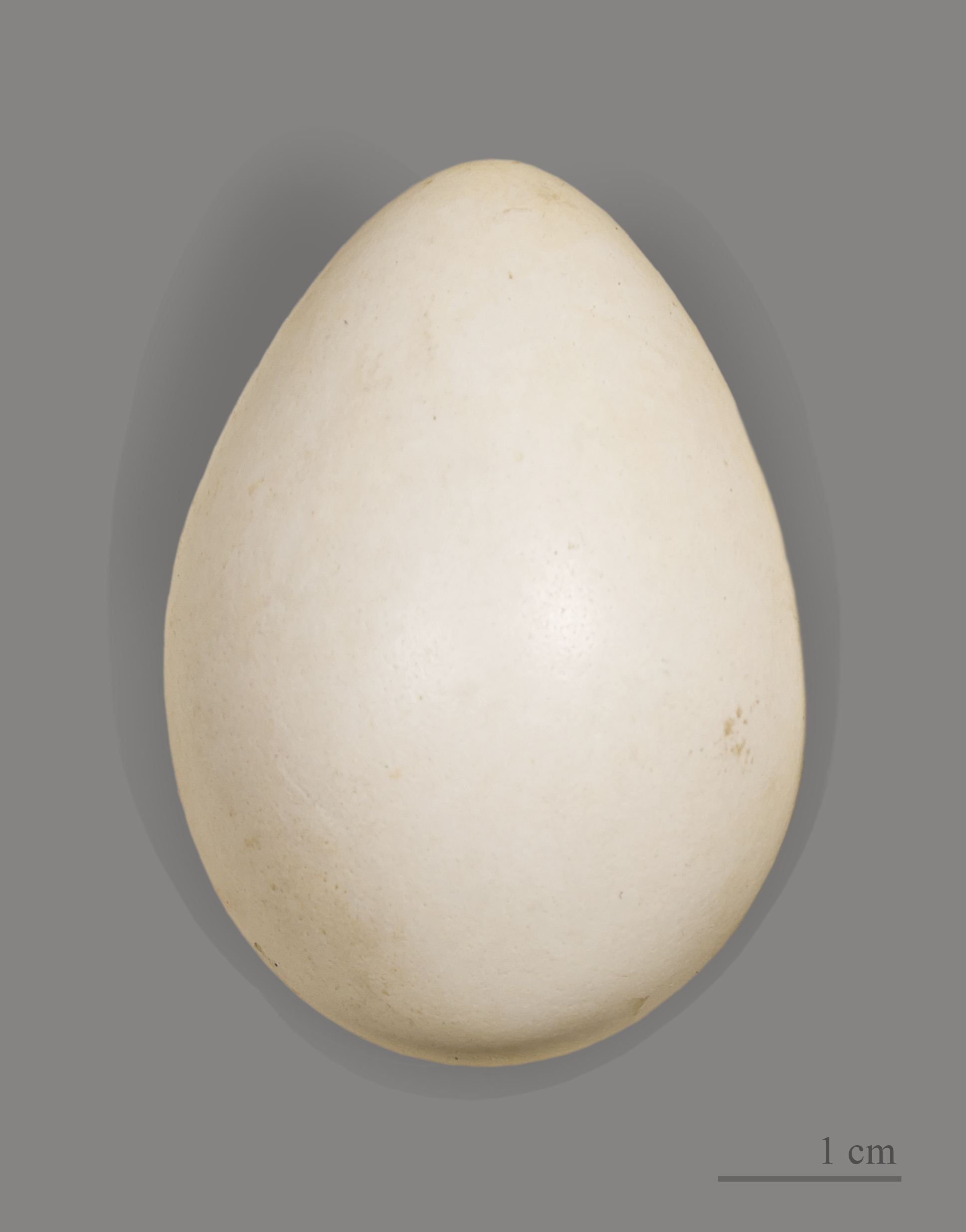
黑琴雞指名亞種（L. t. tetrix）的產蛋

黑琴鸡（学名：Lyrurus tetrix）为松鸡科琴鸡属的鸟类，俗名黑野鸡或乌鸡。主要分布于欧亚大陆北部，多生活于落叶松、混交林、针叶林、森林草原、草甸、森林沟谷以及有茂密灌丛的沿河地带。该物种的模式产地在瑞典。

## 保护
- 中国国家重点保护动物等级：二级

## 亚种
- 黑琴鸡北方亚种（学名：Lyrurus tetrix baikalensis）。分布于俄罗斯、蒙古以及中国大陆的东北等地。该物种的模式产地在外贝加尔。[4]
- 黑琴鸡新疆亚种（学名：Lyrurus tetrix mongolicus）。分布于俄罗斯、蒙古以及中国大陆的新疆等地。该物种的模式产地在天山山脉。[5]
- 黑琴鸡东北亚种（学名：Lyrurus tetrix ussuriensis）。分布于俄罗斯以及中国大陆的小兴安岭等地。该物种的模式产地在乌苏里江流域。[6]